# Jiajuedibu (häradshuvudort i Kina, Tibet Autonomous Region, lat 30,93, long 88,63)
Jiajuedibu (kinesiska: 甲觉底布, Shenzha Xian, 申扎县) är en häradshuvudort i Kina. Den ligger i den autonoma regionen Tibet, i den sydvästra delen av landet, omkring 280 kilometer nordväst om regionhuvudstaden Lhasa. Antalet invånare är 20 285. Befolkningen består av 9 930 kvinnor och 10 355 män. Barn under 15 år utgör 29,0 %, vuxna 15-64 år 64 %, och äldre över 65 år 5,0 %.
Trakten runt Jiajuedibu är nära nog obefolkad, med mindre än två invånare per kvadratkilometer. Det finns inga andra samhällen i närheten. Trakten runt Jiajuedibu består i huvudsak av gräsmarker.
Genomsnittlig årsnederbörd är 589 millimeter. Den regnigaste månaden är juli, med i genomsnitt 180 mm nederbörd, och den torraste är december, med 8 mm nederbörd.